# Zjednoczona Partia Socjalistyczna Wenezueli
Zjednoczona Partia Socjalistyczna Wenezueli (hiszp. Partido Socialista Unido de Venezuela, PSUV) – wenezuelska lewicowo-narodowa partia polityczna, powstała w 2007 r. po zjednoczeniu kilkunastu partii popierających program prezydenta Hugo Cháveza, uczestniczących w rewolucji boliwariańskiej.
Koncepcja powołania jednej partii łączącej szereg organizacji wspierających rewolucję boliwariańską przedstawił po raz pierwszy Hugo Chávez w czasie kampanii wyborczej przed wyborami prezydenckimi w 2006 r. Partido Socjalista Unido de Venezuela ukonstytuowała się 2 marca 2007, dzięki połączeniu następujących organizacji:
- Ruch Piątej Republiki (MVR)
- Movimiento Electoral del Pueblo (MEP)
- Movimiento Independiente Ganamos Todos (MDD)
- Unidad Popular Venezolana (UPV)
- Clase Media Revolucionaria (CMR)
- Tupamaro
- Liga Socialista (LS)
- Fusionarse Movimiento por la Democracia Directa (MDD)
- Unión
- Movimiento Cívico Militante (MCM)
- Independientes Por La Communidad Nacional (IPCN).

Największą z wymienionych organizacji przed połączeniem była MVR; część pozostałych w istocie należy traktować jako partie kanapowe bez szerszego poparcia. Trzy partie zaproszone do wejścia w skład PSUV (Podemos, Komunistyczna Partia Wenezueli oraz Ojczyzna dla Wszystkich) odmówiły akcesu, deklarując przy tym chęć dalszego wspierania polityki rządu Chaveza.
W wyborach parlamentarnych w Wenezueli w 2010 r. partia odniosła zwycięstwo – zdobyła 48,20% głosów i 98 mandatów w parlamencie. Po klęsce wyborczej w wyborach do parlamentu z roku 2015 utraciła władzę na rzecz opozycji skupionej w Koalicji Jedności Demokratycznej.